# Dubai Tennis Championships & Dubai Duty Free Women’s Open 2003
Die Barclays Dubai Tennis Championships 2003 waren ein Tennisturnier der WTA Tour 2003 für Damen und ein Tennisturnier der ATP Tour 2003 für Herren in Dubai. Das Damenturnier der WTA fand vom 14. bis 22. Februar 2003 statt, das Herrenturnier der ATP vom 24. Februar bis 2. März 2003.

## Herrenturnier
→ Qualifikation: Dubai Tennis Championships 2003/Qualifikation

## Damenturnier
→ Qualifikation: Dubai Duty Free Women’s Open 2003/Qualifikation